# Wayne (Oklahoma)
Wayne és un poble dels Estats Units a l'estat d'Oklahoma. Segons el cens del 2000 tenia 519 habitants.

## Demografia
Segons el cens del 2000, Wayne tenia 714 habitants, 262 habitatges, i 182 famílies. La densitat de població era de 765,8 habitants per km².
Dels 262 habitatges en un 38,5% hi vivien nens de menys de 18 anys, en un 49,6% hi vivien parelles casades, en un 16% dones solteres, i en un 30,2% no eren unitats familiars. En el 25,2% dels habitatges hi vivien persones soles el 12,2% de les quals corresponia a persones de 65 anys o més que vivien soles. El nombre mitjà de persones vivint en cada habitatge era de 2,73 i el nombre mitjà de persones que vivien en cada família era de 3,28.
Per edats la població es repartia de la següent manera: un 28,3% tenia menys de 18 anys, un 12,3% entre 18 i 24, un 26,6% entre 25 i 44, un 18,9% de 45 a 60 i un 13,9% 65 anys o més.
L'edat mediana era de 35 anys. Per cada 100 dones de 18 o més anys hi havia 91,8 homes.
La renda mediana per habitatge era de 24.554 $ i la renda mediana per família de 27.404 $. Els homes tenien una renda mediana de 26.667 $ mentre que les dones 14.500 $. La renda per capita de la població era de 10.485 $. Entorn del 18,1% de les famílies i el 24,7% de la població estaven per davall del llindar de pobresa.

## Poblacions més properes
El següent diagrama mostra les poblacions més properes.